# Joué-lès-Tours
Joué-lès-Tours település Franciaországban, Indre-et-Loire megyében. Lakosainak száma 38 432 fő (2022. január 1.). Tours legnagyobb elővárosa, azt délnyugatról határolja.  A megye második legnagyobb települése, Centre-Val de Loire régiónak pedig hetedik legnagyobb városa. Joué-lès-Tours Artannes-sur-Indre, Ballan-Miré, Chambray-lès-Tours, Monts, La Riche, Tours és Veigné településekkel határos.

## Népesség
A település népességének változása:
| Lakosok száma | 17 826 | 34 704 | 36 798 | 36 233 | 37 703 | 37 535 | 37 893 | 38 444 | 38 750 | 38 432 |
|               | 1968   | 1982   | 1990   | 2006   | 2013   | 2015   | 2017   | 2019   | 2020   | 2022   |

## Galéria

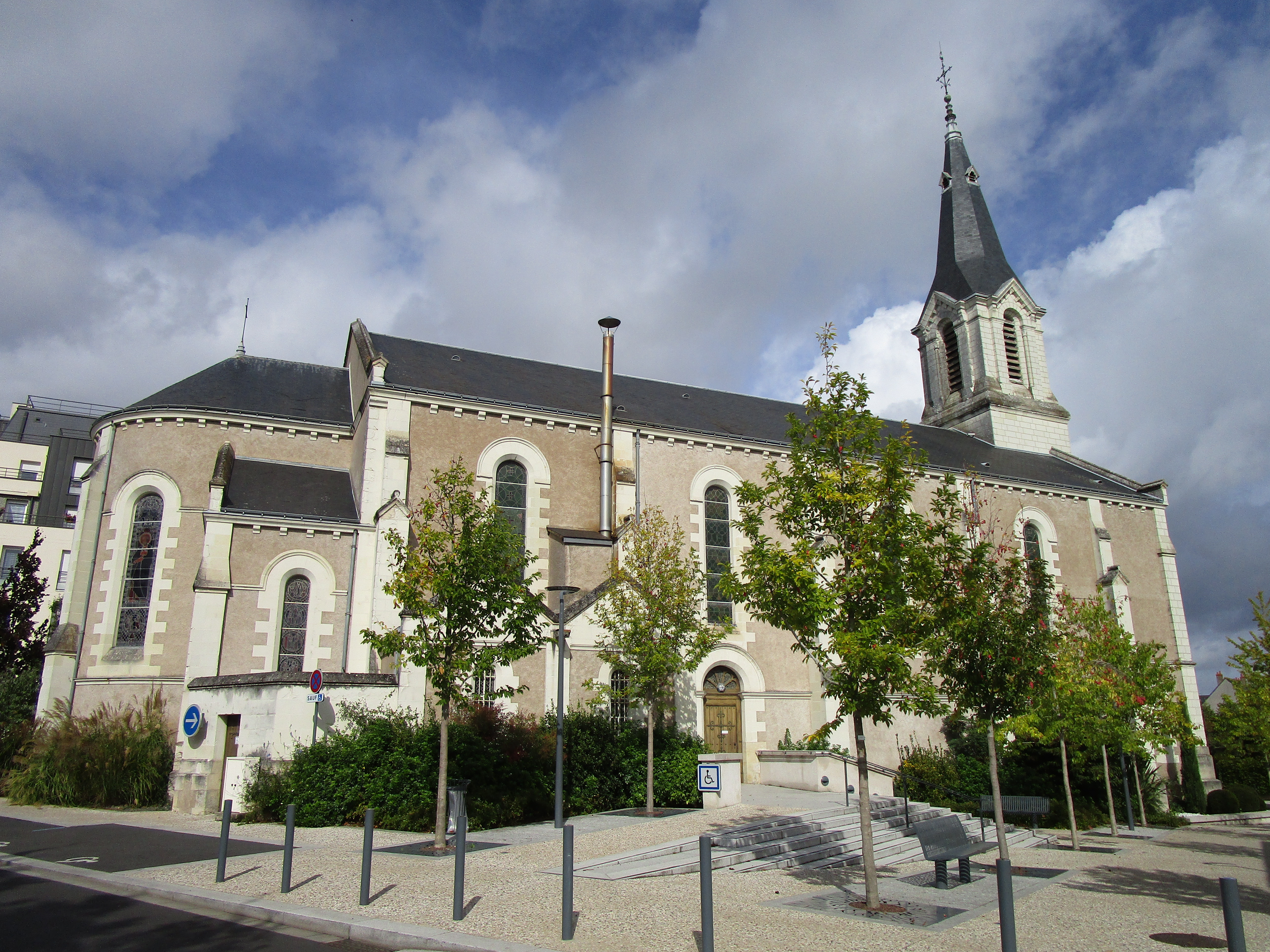
Az 1869-ben épült Saint-Pierre-et-Saint-Paul templom
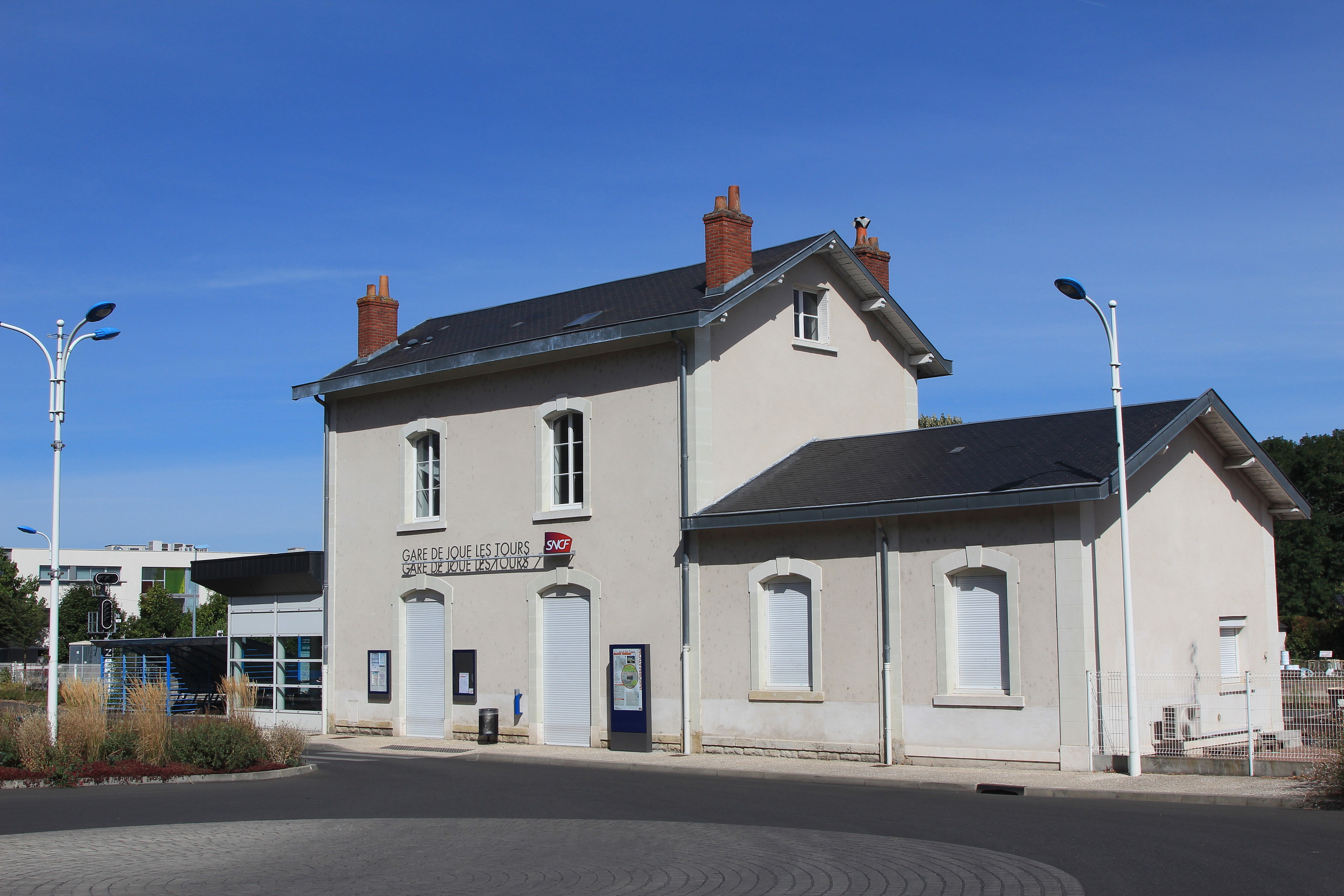
Vasútállomás
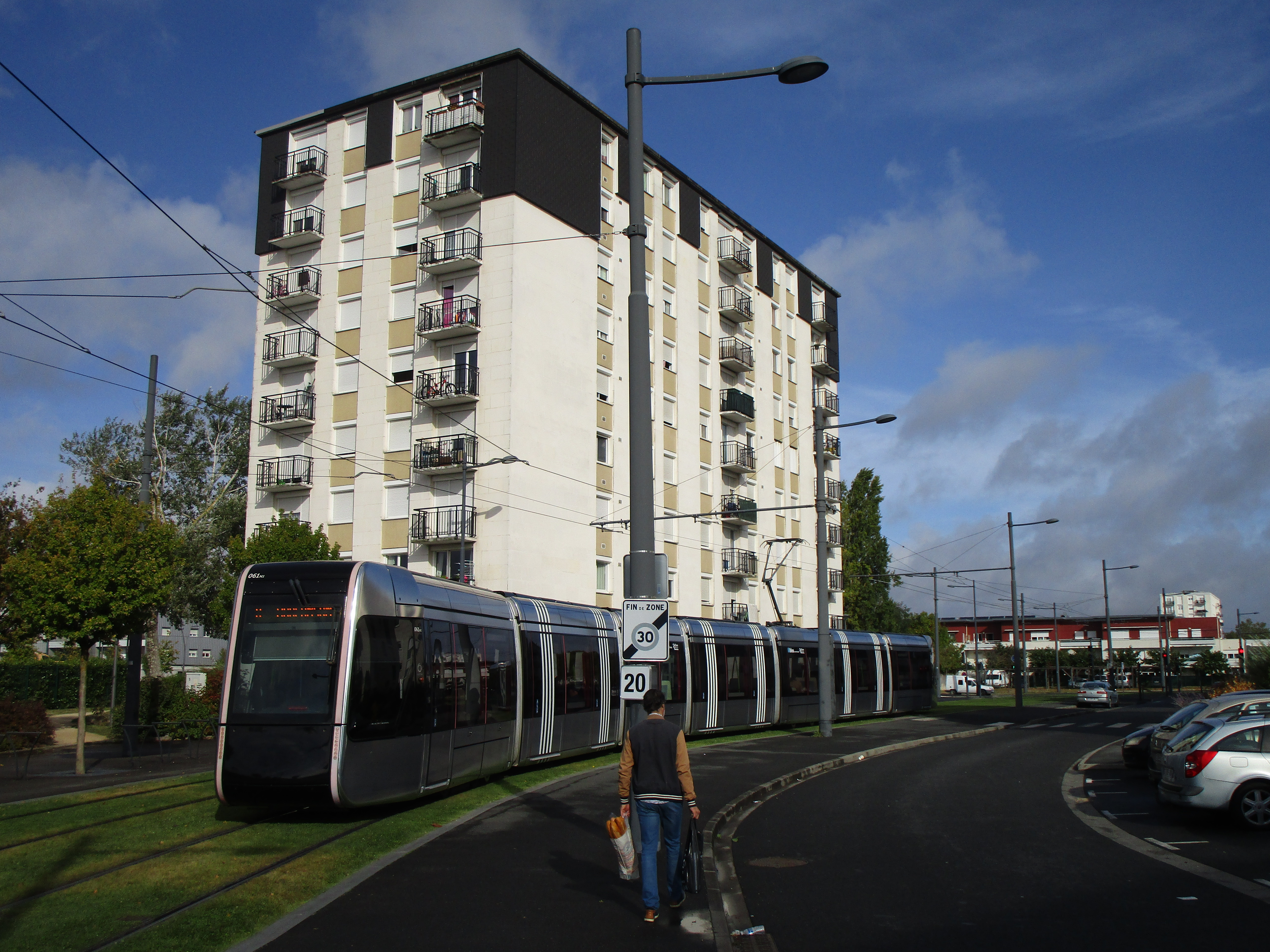
La Rabière negyed, és az ott közlekedő villamos